# Negative Man
 (décembre 2012).
Si vous disposez d'ouvrages ou d'articles de référence ou si vous connaissez des sites web de qualité traitant du thème abordé ici, merci de compléter l'article en donnant les références utiles à sa vérifiabilité et en les liant à la section « Notes et références ».
Le Negative Man (ou Homme négative dans certaines traductions) est un super-héros de fiction qui est apparu dans My Greatest Adventure #80. Il a été créé par Bob Haney, Arnold Drake et Bruno Premiani.
Il est un membre du groupe de super-héros Doom Patrol.